# Torsten Frieberg
Torsten Frieberg, född 29 juni 1884 i Stora Tuna församling, Kopparbergs län, död 12 november 1954 i Malmö Sankt Petri församling, var en svensk läkare.
Efter studentexamen i Falun 1902 studerade han vid Uppsala universitet där han blev medicine kandidat 1907. Han blev medicine licentiat 1912 och medicine doktor vid Karolinska institutet 1917. Han gjorde studieresor till utlandet med stipendium. Han var amanuens vid Serafimerlasarettets ögonavdelning 1912–1914, underläkare vid Sabbatsbergs ögonavdelning 1911 och 1914–1916, läkare vid ögonavdelningen på Malmö allmänna sjukhus 1917, lasarettsläkare där från 1922. Han deltog i ett flertal oftalmologiska kongresser i Heidelberg och Amsterdam. Frieberg författade skrifter i oftalmologi, speciellt om tårvägsfysioliska och tårvägsoperativa behandlingar samt hornhinnetransplantationer och skelnamblyopi. Han blev riddare av Nordstjärneorden 1935.
Han var son till överstelöjtnant Ludvig Frieberg och Ellen Bolin. År 1916 gifte han sig med Ester Bruce (1891–1984). Paret hade barnen Gunnel (född 1919), skulptör, Britta (född 1923) och Gunnar (född 1927), konstnär.
Torsten Frieberg är begravd på Sankt Pauli mellersta kyrkogård i Malmö.